# Ochsenhau
Koordinaten: 48° 40′ 15,6″ N, 8° 58′ 21,5″ O
Das Gebiet Ochsenhau ist ein mit Verordnung vom 15. Dezember 1989 durch die Körperschaftsforstdirektion Tübingen ausgewiesener Schonwald (Schutzgebiet-Nummer 200264) in Baden-Württemberg.

## Lage
Das Schutzgebiet befindet sich südsüdwestlich der Stadt Böblingen. Es liegt im Stadtwald Böblingen und umfasst einen Teil der Abteilung 1 des Distriktes IV „Hinterer Wald“.

## Vegetation
Im Schonwald kommen laut Waldbiotopkartierung die folgenden Pflanzen vor:
Feldahorn,  Giersch, Graslilien, Gewöhnliche Haselwurz, Wald-Frauenfarn, Winkel-Segge, Wald-Segge, Gemeine Hainbuche, Weißes Waldvöglein, Großes Hexenkraut, Maiglöckchen, Zweigriffeliger Weißdorn, Eingriffeliger Weißdorn, Wald-Knäuelgras, Echter Seidelbast, Rasen-Schmiele, Drahtschmiele, Echter Wurmfarn, Rotbuche, Scharbockskraut, Wald-Erdbeere, Gemeine Esche, Gewöhnliche Goldnessel, Wiesen-Labkraut, Waldmeister, Wald-Labkraut, Gemeiner Efeu, Habichtskräuter, Waldgerste, Großes Springkraut, Berg-Platterbse, Türkenbund, Rote Heckenkirsche, Weißliche Hainsimse, Behaarte Hainsimse, Schattenblumen, Wiesen-Wachtelweizen, Nickendes Perlgras, Wald-Flattergras, Pfeifengräser, Wald-Vergissmeinnicht.

## Schutzzweck
Der Schutzzweck des Schonwalds ist gemäß Schutzgebietsverordnung
- Erhaltung, Pflege und Entwicklung standortstypischer, naturnaher Waldgesellschaften (Eichen-Hainbuchen-Wald, Buchenwald) auf Sand- und Tonstandorten des Keupers;
- Beobachtung der Wuchsdynamik und des Konkurrenzverhältnisses von Buche, Hainbuche und Eiche;
- Die folgenden Schutz- und Pflegegrundsätze sind zu beachten: Möglichst langfristige Erhaltung der Bestände und einzelstammweise bis kleinflächige Bewirtschaftung.

## Betreuung
Wissenschaftlich betreut wird der Schonwald durch die Forstliche Versuchs- und Forschungsanstalt Baden-Württemberg (BVA).